# La legge della tromba
La legge della tromba è un film del 1962 diretto da Augusto Tretti.

## Trama
Celestino e i suoi amici finiscono in galera per un tentativo di furto. Decidono di evadere ma, appena usciti di prigione, un'amnistia permette loro di non essere ricercati. Celestino decide di cambiare vita e trova lavoro con i suoi amici presso la fabbrica di trombe del potente signor Liborio, che li assume però senza contratto. Nel frattempo Celestino trova anche l'amore per una ragazza di nome Marta, che però mostra di essere un po' troppo attaccata ai beni materiali. Liborio, venuto a conoscenza dei possedimenti del padre di Marta, residente in Sud America, la seduce e si trasferisce in Tartagall, paese del padre della ragazza, con tutti i macchinari della fabbrica. Celestino ed i suoi amici rimangono senza lavoro e, in un momento di disperazione, uno di loro lo accoltella. Celestino sopravvive e trova un nuovo lavoro come sperimentatore di razzi interplanetari, ma il razzo con cui dovrebbe raggiungere la luna rimane ingloriosamente incastrato fra due alberi.

## Il film
La legge della tromba, il primo dei tre solo lungometraggi diretti da Augusto Tretti, ex partigiano e già collaboratore di Fellini per Il bidone, fu iniziato nel 1957 ma portato a termine soltanto nel 1960, finanziato da produttori milanesi che avevano dato uno sguardo al soggetto e avevano pensato che ne sarebbe venuta fuori una normale commedia all'italiana, anche se erano preoccupati dalla totale assenza di attori famosi nel cast. Quando i produttori incominciarono a capire che Tretti utilizzava per questo soggetto comico un linguaggio cinematografico dirompente, lontanissimo da quello del cinema commerciale, che portava a soluzioni più da cinema di avanguardia che da commedia di costume («Eserciti di dieci-dodici vecchietti ultrasettantenni che si muovono alla velocità delle comiche del muto, poveri disgraziati che assaltano il furgone portavalori della Banca del Popolo trovandovi solo cambiali e una vecchia domestica truccata da generale, da industriale, da scienziato pazzo»), si tirarono indietro, anche se il film era ormai quasi ultimato. Il film venne allora acquistato, mediante una transazione, dallo stesso Tretti, che lo portò a termine pur avendo pochissimi soldi a disposizione. Era stato girato senza sonoro, con attori non professionisti presi dalla strada o dalla famiglia (ma il protagonista, Angelo Paccagnini, non era proprio il primo venuto, bensì un compositore e musicologo, futuro direttore dello Studio di Fonologia Musicale della Rai di Milano); e fu poi sonorizzato e doppiato in sede di montaggio ricorrendo ad attori del Piccolo Teatro di Milano (tra cui un futuro interprete prediletto della commedia all'italiana più tradizionale, Gastone Moschin). I rumori di fondo furono realizzati in modo artigianale dallo stesso regista aiutato dalla sorella.
Tretti mostrò il film finito a vari noleggiatori (in una prima versione in cui il montaggio era più lento ancora di quello attuale), ma nessuno ne voleva sapere di distribuirlo. Lo fece vedere anche ad alcuni critici soprattutto di provincia ma ne ottenne soltanto giudizi negativi e la sensazione che il film non sarebbe mai stato distribuito. Dopo due anni di inutili tentativi, fece vedere il film ad Alberto Moravia, che diversamente dai critici di professione ne rimase folgorato, entusiasta, come ricorderà lui stesso molti anni dopo: «Ho visto anni fa La legge della tromba, presente il regista, nella saletta di una casa di distribuzione. È un film di una comicità irresistibile se non altro perché Tretti aveva affidato alla sua cuoca, una donna di mezza età, robusta e baffuta, i ruoli più diversi, tutti maschili. Il massimo di una comicità insieme domestica e surreale era raggiunto allorché, recitando la parte del dongiovanni, la cuoca tentata di sedurre una recalcitrante donzella». Lo scrittore romano rammentava anche di aver visto il regista stesso, seduto accanto a lui, ridere silenziosamente del proprio film: «Le sue spalle sussultavano visibilmente, come per un riso incontenibile».
Moravia consigliò dunque a Tretti di far vedere il film ad alcuni registi e uomini di cultura, così La legge della tromba fu mostrato a Francesco Maselli (che lo paragonò a Jean Vigo e René Clair), Michelangelo Antonioni, Cesare Zavattini, Valerio Zurlini, Ennio Flaiano, oltre che a Fellini che già conosceva bene Tretti e che disse: «Do un consiglio a tutti i miei amici produttori: acchiappate Tretti, fategli firmare subito un contratto e lasciategli girare tutto quello che gli passa per la testa. Soprattutto non tentate di fargli riacquistare la ragione: Tretti è il matto di cui ha bisogno il cinema italiano». Anche il poeta Franco Fortini fu colpito positivamente: «Di rado il cinema italiano ha dato una verità così precisa come quei campi, quelle scarpate, quella desolata officina e quei personaggi, che demistificano la lustra apparenza dei "miracoli" economici e ritrovano una provincia farsesca e sinistra. [...] L’autore de La legge della tromba salta sopra le nostre teste, e sopra quelle del pubblico viziato, ritrova lo stupore delle verità elementari».
Nonostante tutti questi giudizi illustri, il film – distribuito infine dalla Titanus di Goffredo Lombardo – ebbe una diffusione limitata e non incontrò i favori del pubblico. Ricorderà il regista: «Vedere un film come La legge della tromba andare al massacro fu per me un pugno nello stomaco. Le cose cominciarono ad andar male da un punto di vista commerciale; qualcuno si irritava, qualcun altro si alzava e se ne andava, e io ero spesso nascosto fra il pubblico per vedere le reazioni. Mi ricordo un signore che si alzò e disse: “Ho preso due grandi bidonate nella mia vita: ho visto L'eclisse di Antonioni e l’ultima è La legge della tromba. Di questo regista adesso vado a cercare il nome sull’elenco telefonico e lo vado a trovare a casa!” Io ero lì vicino…».
Il film fu ignorato dalla maggior parte della critica e perfino un critico "impegnato" come Lorenzo Pellizzari – uno dei pochi peraltro che aveva avuto il coraggio di scriverne – riconobbe che il film era animato «da una serie di intenzioni lodevoli» ma, secondo lui, queste intenzioni non erano state tradotte in un'opera efficace: «Non si può non rilevare la sostanziale gracilità dell'impianto e delle trovate, [...] la mancanza di ritmo e di autentica vis comica. Non bastano alcune sequenze parzialmente felici per sollevare questo tentativo dal grigiore». Ugo Casiraghi, su l'Unità, fu uno dei pochi a salvare il film: «La legge della tromba giunge a colpire alcune cose che nel sistema non funzionano, ad esprimere l'ipocrisia, la vacuità, la degradazione. [...] In realtà, Tretti ha qualcosa di Tati e di Charlot, qualcosa dei Fratelli Marx e di Hellzapoppin'».
La legge della tromba utilizza meccanismi alla Brecht (compreso il famoso effetto di "straniamento") per mostrare nuda e cruda la morale della società capitalistica, per la quale l'unica cosa che conta sono i soldi, e per smontare i meccanismi di un certo cinema, sia quello più strettamente di evasione che quello dei cinegiornali. Anche il sonoro è usato nel film in chiave espressiva insolita, per cui «uno scoppio di cannone finisce per assomigliare allo stappo di una bottiglia». Al cinema muto rimandano invece l'uso di didascalie e anche alcune scene accelerate come quella, irresistibile, delle manovre militari.
Enrico Giacovelli, pur inserendo il film – per via dei temi e dello spirito critico nei confronti della società – in un libro sulla commedia all'italiana classica, ne tesse gli elogi: « A un primo sguardo distratto il film può sembrare dilettantesco e anacronistico (con i suoi personaggi in maschera e suoi toni da fiaba zavattiniana). Ma nonostante l’ambientazione rudimentale da giardino di casa, il boom è onnipresente sullo sfondo: il furgoncino della banca trasporta solo cambiali, l’aspirante sposa vagheggia un matrimonio fondato su automobile e televisore. E la favola è molto meno innocente di come si presenta: quando il protagonista immagina i carabinieri, li immagina con il volto del padrone; così come la legge della tromba altro non è se non la legge dell’economia, dove il pesce grande mangia il pesce piccolo, anche nella vita privata: l’imprenditore di trombe non fatica molto a portar via la fidanzata al costruttore di trombe». 
Con la battuta conclusiva del film, «È il sistema che non funziona», Tretti getta la maschera, rivelando il suo film per quello che probabilmente è: «l’operetta morale di una morale anarchica, contadina e rurale nell’accezione più alta del termine, in quell’accezione tanto amata da Pasolini che vedeva nell’imporsi della società dei consumi la degenerazione delle culture antiche delle nostre campagne».